# Удобненский район
Удобненский район — административно-территориальная единица в составе Азово-Черноморского и Краснодарского краёв, существовавшая в 1934—1953 годах. Центр — станица Удобная
Удобненский район был образован 28 декабря 1934 года в составе Азово-Черноморского края. В его состав вошли 5 сельсоветов: Исправненский, Передовский, Преградненский, Удобненский и Фроловский.
10 декабря 1935 года станица Преградная была передана из Удобненского района в Карачаевскую АО Северо-Кавказского края.
13 сентября 1937 года Удобненский район вошёл в состав Краснодарского края.
4 декабря 1938 года Исправненский и Фроловский с/с были переданы в Кировский район Черкесской АО Орджоникидзевского края.
22 августа 1953 года Удобненский район был упразднён. Его территория в полном составе вошла в Отрадненский район.